# Réseau Atlas
Pour l'association libertarienne, voir Atlas Network.
Le réseau Atlas est un regroupement de forces spéciales de polices de 27 états de l'Union européenne. L'objectif du réseau Atlas est d'améliorer la coopération entre les unités de police et de renforcer les compétences par la formation avec les autres unités.

## Contexte
En 1996, le Conseil de l'Union européenne décide de créer un réseau qui augmenterait les compétences, les connaissances et l'expertise relatives à la lutte antiterroriste au sein des services de polices des États membres de l'Union européenne. Après les attaques terroristes du 11 septembre 2001, le réseau Atlas est formé afin d'empêcher des attaques similaires en Europe.

## Partage d'expertise
Des réunions régulières ainsi que des exercices conjoints sont menés entre les unités.
Cinq équipes sont créées, composées d'unités spéciales de la police de quatre états membres qui sont spécialisées dans certains domaines :
- le GEK Cobra autrichien, concernant les attaques dans les bâtiments ;
- le SCO19 britannique, concernant des attaques dans le métro ;
- le GIGN français, concernant des attaques d'avion ;
- le RAID français, concernant les attaques de trains et de bus ;
- le GSG 9 allemand, pour les actions maritimes.

## Membres
| Unités                  | Pays               |
| ----------------------- | ------------------ |
| ARAS                    | Lituanie           |
| BOA                     | Pologne            |
| BSIJ                    | Roumanie           |
| Politiets Aktionsstyrke | Danemark           |
| DSI                     | Pays-Bas           |
| DSU                     | Belgique           |
| ATJ Lučko               | Croatie            |
| EAO                     | Chypre             |
| EKAM                    | Grèce              |
| EKO Cobra               | Autriche           |
| ERU                     | Irlande            |
| GIGN                    | France             |
| GIS                     | Italie             |
| GEO                     | Espagne            |
| GOE                     | Portugal           |
| GSG 9                   | Allemagne          |
| Karhu                   | Finlande           |
| K-Commando              | Estonie            |
| ÚOU (Lynx Commando)     | Slovaquie          |
| NI                      | Suède              |
| NOCS                    | Italie             |
| OMEGA                   | Lettonie           |
| RAID                    | France             |
| SEP/Red Panther         | Slovénie           |
| SCO19                   | Royaume-Uni        |
| SEK                     | Allemagne          |
| SIU                     | Malte              |
| GSPI                    | Roumanie           |
| SOBT                    | Bulgarie           |
| TEK                     | Hongrie            |
| UEI                     | Espagne            |
| URNA                    | République Tchèque |
| USP                     | Luxembourg         |
| Víkingasveitin          | Islande            |